# 黄国桢案
黄国桢案是1989年3月19日，在广西壮族自治区钦州地区钦州市那香乡那芳村（在今钦州市钦北区境），因兄弟仇杀，引发的無差別殺人事件，共有16人被杀害、2人受伤。
案犯黄国桢与兄弟那芳小学校长黄湘帮早有成见。3月19日下午，黄国桢喝醉酒后放火烧了自己的房子，之后开车去黄湘帮家，用柴刀杀死了黄湘帮夫妇，随后前往当地集市开始无差别杀戮。黄国桢总计杀死了十六七人，另有两人受伤。黄国桢最终被民办教师黄国钦和乡党委书记周有邦等人制服，十天后在钦州人民广场万人公审，判处死刑，同日被执行死刑。

## 备注
1. 1 2  1989年时，钦州市为县级市，即今钦州市钦北区。